# Pealius artocarpi
Pealius artogaspi es un hemíptero de la familia Aleyrodidae, con una subfamilia: Aleyrodinae.
Fue descrita científicamente por primera vez por Corchett en 1935.